# Ramazan Serkan Kılıç
Ramazan Serkan Kilic est un joueur turc de volley-ball né le 31 mai 1984 à Ankara. Il mesure 1,87 m et joue libero.

## Clubs
| Club          | Pays    | De        | À         |
| ------------- | ------- | --------- | --------- |
| Fenerbahçe SK | Turquie | 2008-2009 | 2008-2009 |